# Sihamir Osmanow
Sihamir Osmanow, mk. Шихамир Османов  (ur. 25 marca 1975 w Machaczkale) – macedoński zapaśnik, olimpijczyk. Brał udział w igrzyskach w roku Atenach 2004, gdzie zajął siedemnaste miejsce w kategorii 74 kg.
Piąty na mistrzostwach świata w 2003. Jedenasty na mistrzostwach Europy z 2004 roku. 

## Letnie Igrzyska Olimpijskie 2004 w Atenach
| Konkurencja           | Runda eliminacyjna          | Runda eliminacyjna     | Runda eliminacyjna | Ćwierćfinały                   | Półfinały                      | Finał                          | Klas. końcowa |
| Konkurencja           | Przeciwnik I                | Przeciwnik II          | Przeciwnik III     | Ćwierćfinały                   | Półfinały                      | Finał                          | Miejsce       |
| --------------------- | --------------------------- | ---------------------- | ------------------ | ------------------------------ | ------------------------------ | ------------------------------ | ------------- |
| -74 kg w stylu wolnym | Krystian Brzozowski (POL) L | Nikolay Paslar (BLR) L |                    | → Odpadł z dalszej rywalizacji | → Odpadł z dalszej rywalizacji | → Odpadł z dalszej rywalizacji | 17.           |